# Gedved Kommune
Gedved Kommune i Vejle Amt blev dannet ved kommunalreformen i 1970. Ved strukturreformen i 2007 blev den indlemmet i Horsens Kommune sammen med Brædstrup Kommune (med undtagelse af Voerladegård Sogn, der stemte sig til Skanderborg Kommune).

## Hovedgård Kommune
Hovedgård Kommune blev dannet inden kommunalreformen ved frivillig sammenlægning af 2 sognekommuner:
| Kommune   | Folketal september 1965 | Byer                    |
| --------- | ----------------------- | ----------------------- |
| Vedslet   | 583                     | Grumstrup               |
| Ørridslev | 1.607                   | Hovedgård og Tvingstrup |
| I alt     | 2.190                   |                         |

## Gedved Kommune
Ved selve kommunalreformen blev Gedved Kommune dannet ved sammenlægning af Hovedgård Kommune og yderligere 3 sognekommuner:
| Kommune          | Folketal 1. januar 1970 | Byer             |
| ---------------- | ----------------------- | ---------------- |
| Hovedgård        | 2.353                   |                  |
| Gangsted-Søvind  | 1.533                   | Søvind           |
| Kattrup-Tolstrup | 1.673                   | Gedved           |
| Østbirk-Yding    | 2.281                   | Østbirk og Yding |
| I alt            | 7.840                   |                  |

## Sogne
Gedved Kommune bestod af følgende sogne, alle fra Voer Herred:
- Gangsted Sogn
- Kattrup Sogn
- Søvind Sogn
- Tolstrup Sogn
- Vedslet Sogn
- Yding Sogn
- Ørridslev Sogn
- Østbirk Sogn

## Borgmestre[3]
| Navn               | Parti   | Periode   |
| ------------------ | ------- | --------- |
| Mogens Heilesen    | Venstre | 1970-1986 |
| Ejgil W. Rasmussen | Venstre | 1986-2006 |

## Rådhus
Gedved Kommunes rådhus på Kirkevej 5 i Gedved blev i 2010 ombygget til plejecentret Gedvedhus med 22 plejeboliger og 4 aflastningsboliger.